# Rai (moneta)

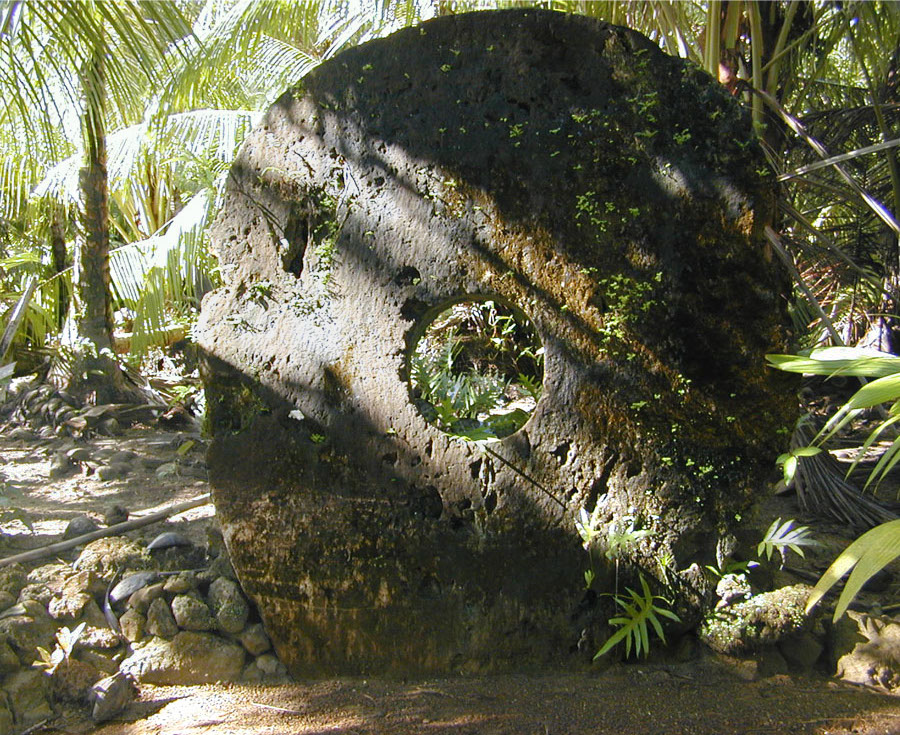
Una grande pietra "rai" nel villaggio di Gachpar.

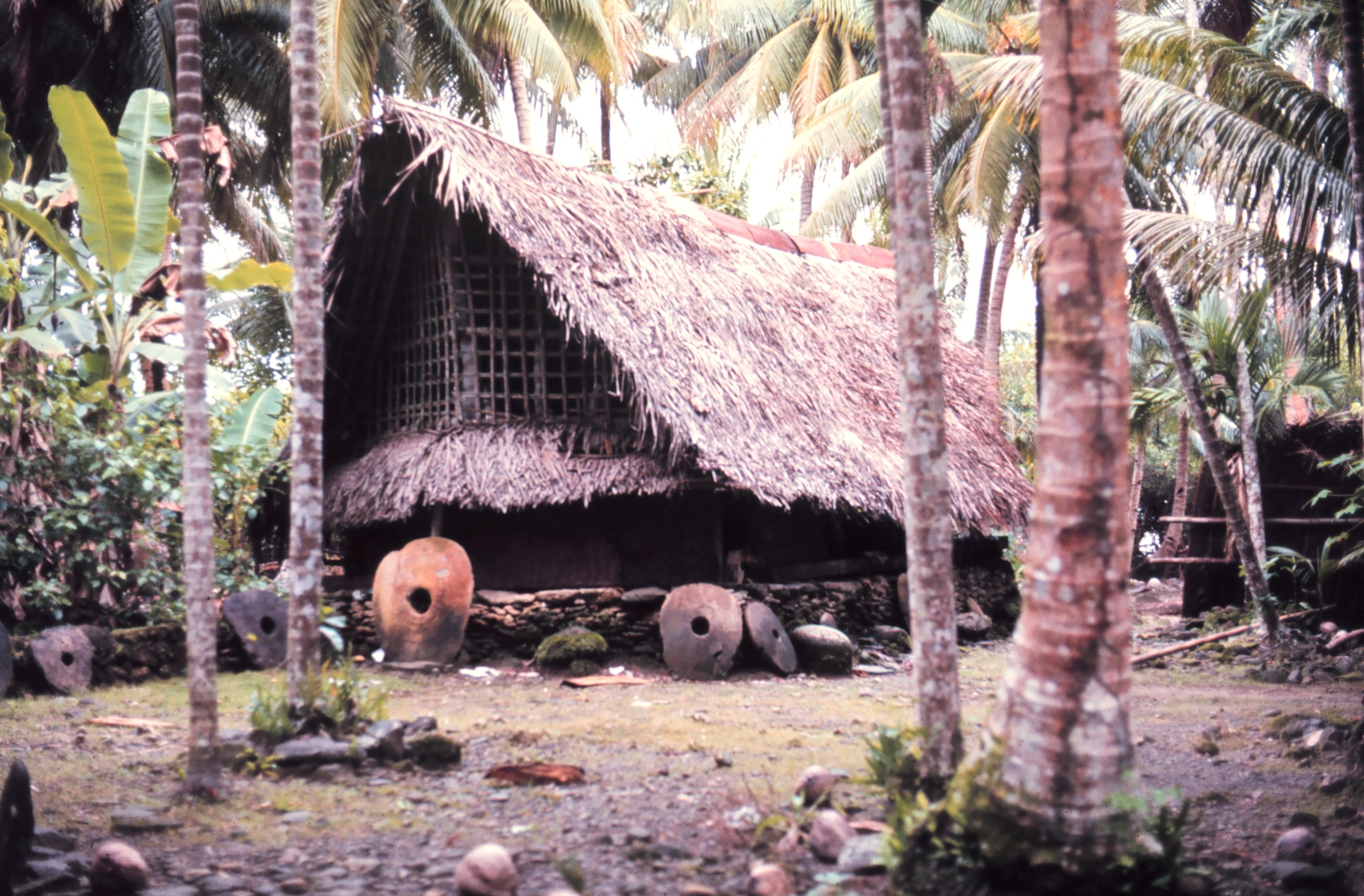
Casa con le monete, che indicano ricchezza.

Le pietre Rai sono grandi dischi circolari scavati nel calcare che si trovano nell'isola di Yap, in Micronesia. Le popolazioni locali le usavano come moneta, "denaro di pietra".

## Forme e valore
Le pietre sono dischi circolari scavati nel calcare con un grande buco al centro. La dimensione delle pietre è molto variabile, le più grandi hanno un diametro di 3 metri, sono spesse 1/2 metro e pesano 4 tonnellate.
Il valore estrinseco (percepito) di una specifica pietra si basa non solo sulla sua dimensione e sulle modalità di produzione, ma anche sulla sua storia. Se molte persone - o nessuna - sono morte quando la pietra è stata trasportata o se è stata portata un noto marinaio, il valore della pietra Rai aumenta.
Le pietre Rai sono state utilizzate nelle transazioni sociali, come matrimoni, eredità, affari politici, alleanze, riscatto dei morti in battaglia o semplicemente scambiate per oggetti e cibo. 
Molte si trovano di fronte a locali di riunione o su percorsi specifici. Anche se la proprietà di un particolare pietra cambia, la pietra stessa è spostata raramente. I nomi dei precedenti proprietari sono tramandati a quello nuovo.
Il calcare per fabbricare le monete veniva estratto dalla vicina isola di Palau.

## Storia
Gli abitanti di Yap estrassero le rocce calcaree dalle isole di Palau e le portarono a Yap con canoe e zattere. La leggenda locale sostiene che gli yapesi scoprirono le rocce circa 500-600 anni fa, quando una spedizione guidata da tale Anagumang sbarcò a Palau. Il calcare non si trovava a Yap e quindi era considerato molto prezioso dagli yapesi.
Prima Anagumang ordinò ai suoi uomini di tagliare la pietra a forma di pesce, ma alla fine fu scelta una forma circolare, probabilmente perché più facile da trasportare. Il buco al centro della pietra serviva per poter introdurvi un palo di legno per poterla spostare. I dischi più grandi necessitavano di molti uomini per il trasporto.
In cambio gli abitanti di Palau chiesero agli yapesi perline, polpa di cocco e copra o semplicemente forza lavoro.
Nel 1871 un irlandese-americano, David Dean O'Keefe, fece naufragio vicino a Yap e fu salvato dagli indigeni. Qui scoprì l'uso del Rai ed in cambio di utensili in ferro ricevette copra e cetrioli di mare, al tempo merci preziose nell'Estremo Oriente. Questo provocò inflazione e le pietre Rai così acquisite furono considerate meno preziose rispetto a quelle più antiche.
Il commercio delle pietre Rai si fermò all'inizio del XX secolo, a causa di controversie commerciali tra gli interessi spagnoli e tedeschi nella zona. Le cave furono abbandonate. Quando l'esercito imperiale giapponese conquistò Yap durante la seconda guerra mondiale, alcune delle pietre vennero usate come ancore o come materiale da costruzione.
Anche se il denaro ha sostituito le pietre come moneta corrente, le Rai sono ancora scambiate tra gli yapesi. Si tratta di un simbolo nazionale e sono persino rappresentate sulla targa automobilistica locale.
Una pietra Rai di 7 piedi di diametro è in mostra nel giardino della Bank of Canada, ad Ottawa, Ontario.